# فيتوريا دو جاري
فيتوريا دو جاري (بالبرتغالية: Vitória do Jari‏) هي بلدية تقع في البرازيل في أمابا.[بحاجة لمصدر] يقدر عدد سكانها بـ 11,253 نسمة ومساحتها 2,483 كم2 وترتفع عن سطح البحر 3.05 متر.